# Haunersdorf

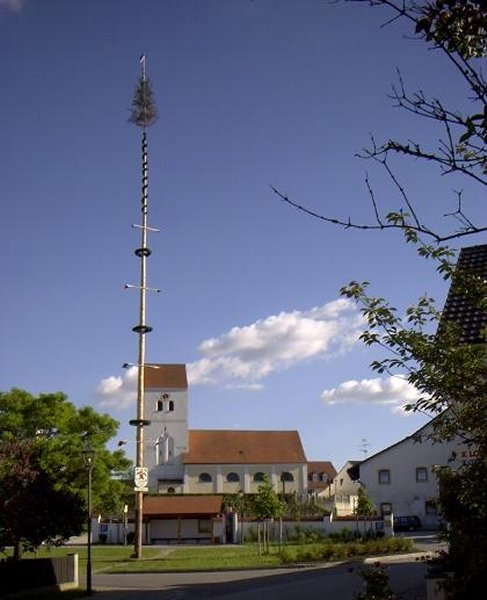
Ansicht der Ortsmitte

Haunersdorf ist ein Gemeindeteil des Marktes Simbach im bayerischen Landkreis Dingolfing-Landau. Das Pfarrdorf liegt an der Bundesstraße 20.

## Geschichte
Archäologische Funde deuten darauf hin, dass die Geschichte des Ortes bereits 5000 v. Chr. begann.

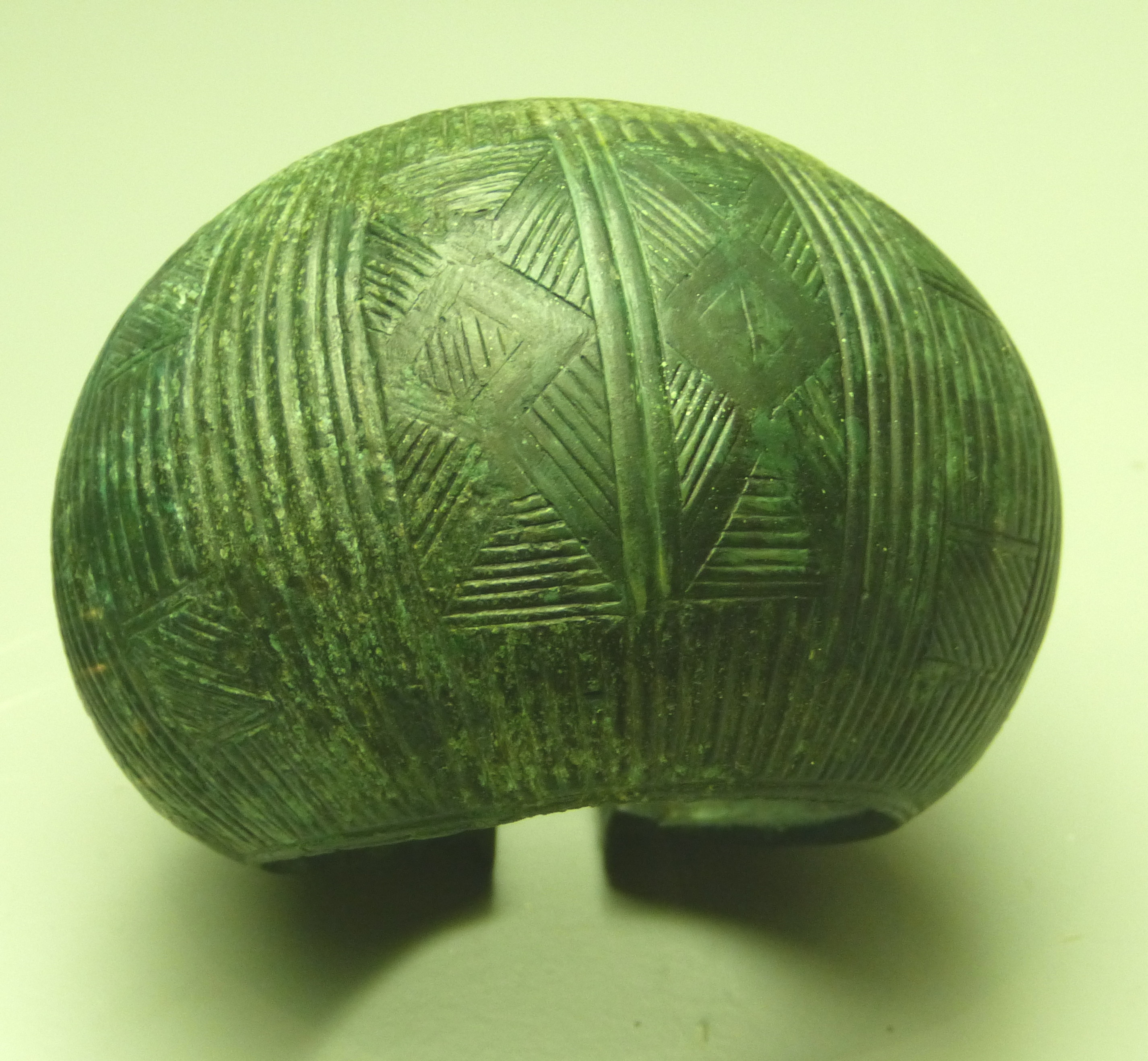
Tonnenarmband von Haunersdorf – Hallstattzeit

### Namensgebung
Der Name Haunersdorf ist aus den beiden Namen „Hunold“ und „Dorf“ entstanden. Mit dem altdeutschen „Hunold“ wird der Hüne oder der wie ein Hüne (Riese) Kämpfende umschrieben. Über die Jahrhunderte hinweg änderte sich der Name immer wieder geringfügig. 1120 wurde Haunersdorf, noch unter den Namen Hunoldstorf und Haunoldstorff an der Vils erstmals urkundlich erwähnt.

### Entwicklung
Durch die zentrale Lage des Dorfes am Kreuzungspunkt der Verkehrsverbindungen von Salzburg zum Bayerischen Wald und von Passau nach München erlebte die Ortschaft einen starken Aufschwung in wirtschaftlicher und politischer Hinsicht.
Die Gründung der Dorffeuerwehr am 30. Oktober 1870 und zahlreiche Unterlagen aus dieser Zeit über den Schriftverkehr mit Versicherungen, mit der Diözese Passau, mit dem Rent- und Bezirksamt Landau und mit anderen Gemeinden lassen auf eine große Aktivität in der damaligen Zeit schließen.
Der Zug auf der Bahnstrecke Landau–Arnstorf fuhr erstmals 1903 durch Haunersdorf. Durch den politischen Einfluss der Familie Mittermeier verlegte die Eisenbahngesellschaft die Bahnlinie von Landau kommend nicht, wie vorgesehen, über Eichendorf, sondern über Haunersdorf nach Arnstorf. Die Mittermeiervilla, das heutige Jugendtagungshaus, wurde noch vor Beginn des Ersten Weltkrieges erbaut.
Nach Ende des Zweiten Weltkrieges begann auch in Haunersdorf ein wirtschaftlicher Aufschwung. Die Gemeinde nahm nach dem Krieg viele Heimatvertriebene auf; das Dorf vergrößerte sich durch den Bau von Einfamilienhäusern nach Osten und nach Süden hin.
Der Bayerische Staat leitete Anfang der 1970er Jahre eine Gemeindegebietsreform ein. Die bis dahin selbständige Gemeinde Haunersdorf wurde nach einer Abstimmung mit Wirkung vom 1. Juli 1972 dem Markt Simbach zugeteilt. Die Landwirtschaft stellte nun für die meisten Einwohner nicht mehr die Haupterwerbsquelle dar. Neue Arbeitsplätze entstanden in der verarbeitenden Industrie und im Dienstleistungsgewerbe. Der Bahnverkehr, der in den vergangenen 20 Jahren nur noch zum Transport von Gütern Verwendung fand, wurde 1992 aus Kostengründen von der Deutschen Bundesbahn endgültig eingestellt.
Am 16. Oktober 1994 wählten die Stimmberechtigten des Wahlkreises Dingolfing-Landau und Rottal-Inn den ehemaligen 1. Vorstand der Freiwilligen Feuerwehr Haunersdorf, Max Straubinger, zum Abgeordneten des Deutschen Bundestages.
Die Marktgemeinde Simbach verkaufte die ehemalige Mittermeiervilla an den Landkreis Dingolfing-Landau. Dieser ließ das Gebäude renovieren und zu einem Jugendtagungshaus umfunktionieren, das am 11. Januar 1996 eingeweiht wurde.
Von April bis Juni 1998 wurden die Gleisanlagen der ehemaligen Bahnstrecke Landau–Arnstorf abgerissen um auf dieser Strecke einen Radweg zu errichten. Am 17. August 1999 wurde der Bockerlbahnradweg auf der ehemaligen Bahnstrecke Landau-Arnstorf seiner Bestimmung übergeben und Haunersdorf ging 1999 beim Kreisentscheid „Unser Dorf soll schöner werden“ als Sieger hervor.
Im Jahr 2006 wurde der Neubau des Feuerwehrhauses mit viel Eigenleistung und finanzieller Unterstützung der Dorfgemeinschaft fertiggestellt. Hierbei wurde auch ein großer Schulungs- und Aufenthaltsraum erbaut, der bei vielen Veranstaltungen als Ersatz für das nicht mehr geöffnete Gasthaus dient.

## Kirchen
Im Jahre 1149 wird auch erstmals „Zell“ erwähnt. Hier soll ein Eremit gelebt haben, der zusammen mit Mönchen der Zisterzienser-Abtei Fürstenzell bei Passau eine kleine Kirche erbaut hat. Diese Kirche in Johannszell war ehemals die Pfarrkirche von Haunersdorf.
1712 erbaute Pfarrer Ferdinand Wisselsberger zu „Ehren des Hl. Antonius von Weißenberg“ das Rokokokirchlein in St. Antoni. Der Pfarrer war damals schwer erkrankt und bat den Hl. Antonius, als Nothelfer zu wirken. Der Geistliche wurde wieder gesund und hielt sein Gelübde. Seine wundersame Heilung führte dazu, dass das von ihm errichtete kleine Gotteshaus bald zu einem Wallfahrtsort wurde. Zahlreiche Votivtäfelchen sind heute noch Zeugen der vielen Gebetserhörungen.
In den Jahren um 1723 wurde die katholische Pfarrkirche von Haunersdorf neu erbaut. Sie ist dem Hl. Stephanus geweiht mit „Sanctissimum und Sepultur“. Die Kirchweihe wird am Sonntag vor Jacobi gefeiert. Von der früheren Kirche, die aus der zweiten Hälfte des 13. Jahrhunderts stammt, ist nur noch der massive Turmbau vorhanden.
1969 wurden die Pfarreien Niederhausen, Mettenhausen, Reichersdorf, Exing, Haunersdorf und Aufhausen zum ersten Pfarrverband in der Diözese Passau mit Sitz Aufhausen zusammengeschlossen.
Heute gehört Haunersdorf mit Niederhausen zum Pfarrverband Simbach.

### Vereine
Mitte der sechziger Jahre fanden viele Vereinsgründungen statt. Die Landjugend, der Frauenbund, der Eisstockschützenverein, der Stammtisch Holiday, der Tennisverein, der wiedergegründete Obst- und Gartenbauverein, D’Haunersdorfer Fußballer, der Seniorenclub und die Faschingsmacher bereichern das Dorfleben ebenso wie die so genannten alten Vereine wie der Bauernhilfsverein, der Freiwilligen Feuerwehr und der Krieger- und Soldatenkameradschaft Niederhausen-Haunersdorf. Im Januar 2015 wurde der Heimatverein Haunersdorf e.V. gegründet.

## Persönlichkeiten
- Matthäus Mittermeier (* 27. September 1864; † 22. März 1939), Guts- und Brauereibesitzer und Geheimrat ist Ehrenbürgermeister der Gemeinde Haunersdorf.
- Teresa Reichl (* 20. Juni 1996), in Haunersdorf geborene Autorin und Kabarettistin
- Max Straubinger (* 12. August 1954 in Oberlucken), Politiker (CSU), lebt in Haunersdorf.